# Респондек, Эрвин
Эрвин Респондек (нем. Erwin Respondek; 26 октября 1894, Кёнигшютте, Верхняя Силезия — 17 декабря 1971 года, Берлин) — немецкий экономист и политический деятель времен нацистской Германии. Участник антигитлеровского сопротивления. Под псевдонимом «Ральф» поставлял сведения американской разведке, в том числе, о плане нападения Германии на СССР.

## Биография

### Нацистский период (1932-45)
С 1932 по 1933 год был членом германского рейхстага от партии Центра. Будучи католиком и доверенным лицом канцлера Генриха Брюнинга, отвергал зарождающееся национал-социалистическое движение. Однако в 1933 году Респондек проголосовал за Закон о чрезвычайных полномочиях, по словам его биографа Джона Диппеля, в надежде, что Закон даст нацистам «веревку, на которой они в конечном итоге повесятся».
В период судетского кризиса 1938 года вошел в контакт с антигитлеровским сопротивлением. В частности, через своего друга, иезуита Германа Макерманна, установил связь с начальником штаба армии Францем Гальдером. Джон Диппель также утверждает, что Респондек помог многим евреям бежать из Германии после прихода Гитлера к власти. Во время Второй мировой войны Респондек привлекался в качестве финансового эксперта по выпуску денег для оккупированных территорий России. Благодаря этой работе и своим контактам с Гальдером он узнал о планах нападения на Советский Союз еще в августе 1940 года.
В январе 1941 года Респондек проинформировал о намерении Гитлера напасть на СССР
Сэма Вудза, торгового атташе американского посольства в Берлине, с которым он долгое время поддерживал связь. Отчет Респондека о стратегических, политических и экономических планах германского руководства был направлен Вудзом в Государственный департамент США. После проверки личности Респондека (которого Вудз всегда называл «Ральфом» из соображений безопасности) он был признан надежным источником информации. Государственный секретарь США Корделл Халл писал в своих мемуарах, что предупреждение от «Ральфа» дало «веские основания полагать, что Гитлер нападет на Россию» и легло в основу американского предупреждения Советскому Союзу о неизбежности германского вторжения.